# Mittel-Grundfink
Der Mittel-Grundfink (Geospiza fortis) ist eine der Singvogelarten, die Charles Darwin auf den Galápagos-Inseln fand. Er gehört zu den nach ihm benannten Darwinfinken. Mittel-Grundfinken besiedeln vor allem Gestrüppe und Waldränder.

## Beschreibung
Der Schnabel ist kräftig und etwas länger als breit. Dabei variiert die Schnabelform je nach Insel. Die Schnabelform ermöglicht es ihm, Samen zu knacken. Er bevorzugt kleinere Samen, weil er nur diese mit geringerem Kraftaufwand knacken kann. In trockenen Jahren, wenn kleinere Samen knapp sind, ernähren sich die Grundfinken mehr als sonst üblich von großen Samen. Weiterhin dienen den Grundfinken Beeren und gelegentlich auch Insekten als Nahrungsquelle.
Mittel-Grundfinken putzen oft auch Galápagos-Riesenschildkröten oder Landleguane, indem sie Parasiten von deren Haut picken 1.
Einer 2007 veröffentlichten Studie zufolge kann Geospiza fortis als Beispiel für eine frühe Entwicklungsphase im Prozess der sympatrischen Artbildung angesehen werden. Sarah Huber wies zwei Morphen des Mittel-Grundfinks mit unterschiedlich großen Schnäbeln nach, die zwar im gleichen Gebiet leben, sich jedoch vorzugsweise mit Individuen der gleichen Morphe verpaaren. Genetische Analysen zeigten einen verringerten Genfluss zwischen beiden Morphen auf. Als Ursache für die Präferenzen bei der Partnerfindung wurden Gesangsunterschiede aufgrund der divergierenden Schnabelgrößen angegeben.
Männliche Tiere präsentieren sich vor einem kuppelförmigen Nest, welches oft aus Opuntien gebaut wird. Die Weibchen bebrüten alleine die drei bis fünf Eier, beide Elterntiere füttern die Küken.

## Gefährdung und Schutz
Die Hauptbedrohungen für den Finken sind Ratten und bestimmte Krankheiten. Darüber hinaus ist bekannt, dass Mittel-Grundfinken von der parasitischen Fliegenart Philornis downsi befallen werden, was zu einer erhöhten Kükensterblichkeit führt.
Die Art ist nicht gefährdet.